# 盧格 (佐洛喬夫區)
49°48′14″N 24°56′59″E / 49.80389°N 24.94972°E
盧格（烏克蘭語：Луг），是烏克蘭西部的村莊，隸屬利維夫州的佐洛奇夫區。該村面積0.37平方公里，2001年該城鎮人口99，人口密度每平方公里269.02人。